# Francisco Veludo
Francisco Rodrigo da Silva Veludo (Oeiras, 12 ottobre 1989) è un hockeista su pista angolano naturalizzato portoghese, portiere dell'AFP Giovinazzo.